# Fête des Loges
 (mars 2017).
Si vous disposez d'ouvrages ou d'articles de référence ou si vous connaissez des sites web de qualité traitant du thème abordé ici, merci de compléter l'article en donnant les références utiles à sa vérifiabilité et en les liant à la section « Notes et références ».

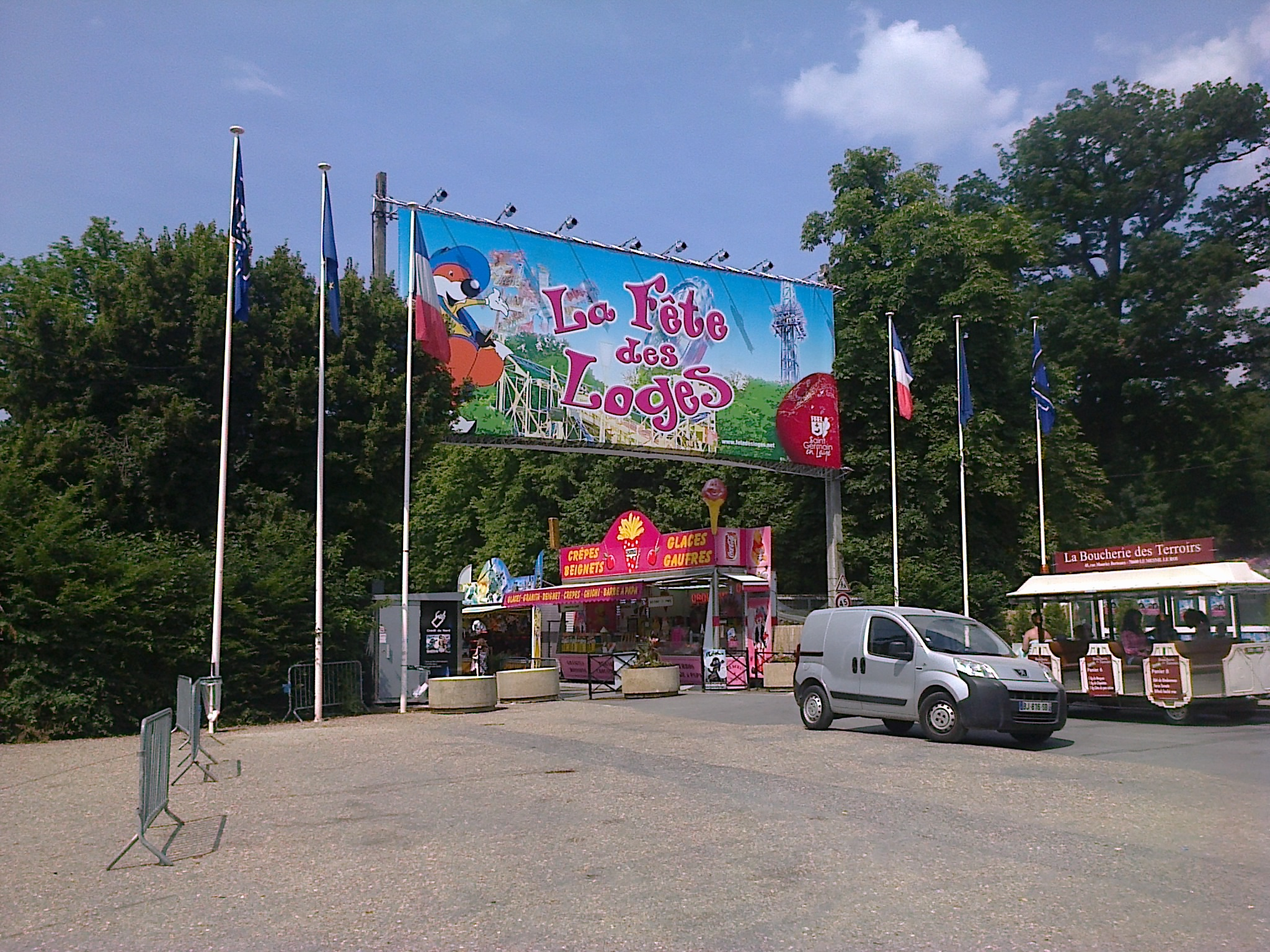
Entrée de la fête des Loges en 2013.

La fête des Loges est une des plus anciennes fêtes foraines de France qui se tient quasiment chaque été depuis 1652, de la fin juin à la mi-août, sur l’esplanade des Loges, une surface de huit hectares dans la forêt de Saint-Germain-en-Laye, dans le département des Yvelines.
À partir de 2025, l'entrée est payante,.

## Historique

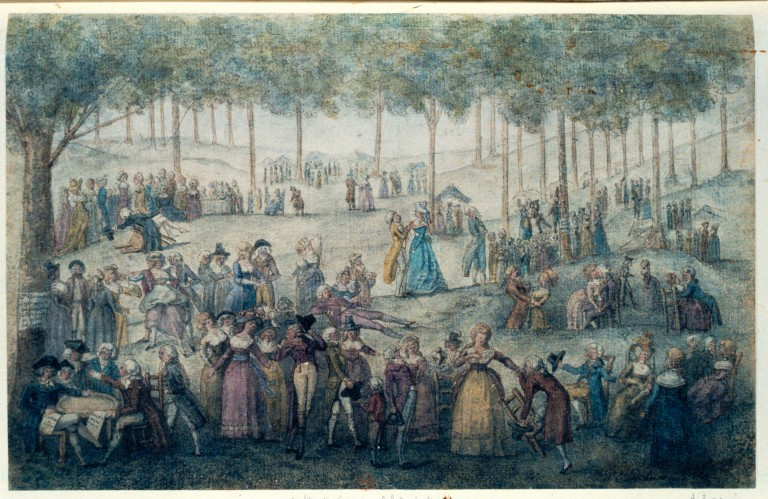
La fête des Loges au XVIIIe siècle, dessin de Philibert-Louis Debucourt (1755-1832) (source Gallica).

Son origine est liée à la vénération populaire pour saint Fiacre, moine d’origine irlandaise, fêté chaque 30 août, qui vécut au VIIe siècle et fonda un monastère près de Meaux.
En 1652, le pape Innocent X institue la confrérie Saint-Fiacre qui s’établit dans la chapelle des Loges, installation confirmée par le pape Alexandre VIII en 1690. Rapidement, la chapelle devint un lieu de pèlerinage.
À partir de 1655 naît une procession conduite par le curé de Saint-Germain qui vient célébrer une messe le jour de la Saint-Fiacre dans la chapelle. Cette procession, qui est en elle-même un motif de réjouissance et entraîne la présence de forains, devient une tradition qui perdure jusqu’en 1744, année où le conflit entre la paroisse de Saint-Germain et les moines Augustins titulaires de la chapelle Saint-Fiacre fut tranché en faveur de ces derniers. Désormais les moines s’occupent seuls du pèlerinage.
Vers la fin du XVIIIe siècle, la manifestation change de nature, devenant de plus en plus un lieu de divertissement.
De 1794 à 1796, la fête est déplacée devant le château du Val, une poudrerie ayant été installé sur l’esplanade des Loges. En 1796 la poudrerie est supprimée et le monastère est transformé en maison d’éducation. 
En 1893, la municipalité de Saint-Germain-en-Laye décide de porter de trois à dix jours (du 25 août au 5 septembre cette année-là) la durée de la fête des Loges, désormais confondue avec la fête de Saint-Louis qui se tenait sur le parterre devant le château.
Le 24 août 1919, la fête des Loges reprend ses activités annuelles, après une interruption de cinq années pour cause de conflit mondial.
Le 19 juillet 2018, la 366e édition de la messe de la Saint-Fiacre est célébrée dans le stand d'auto-tamponneuses de la fête des Loges.
En 2020, la fête des Loges est annulée à cause de la crise sanitaire.